# Cymru Premier
Cymru Premier, được gọi là JD Cymru Premier vì lý do tài trợ, là giải bóng đá quốc gia của xứ Wales. Giải có cả câu lạc bộ chuyên nghiệp và bán chuyên nghiệp và đứng đầu hệ thống giải bóng đá xứ Wales. Giải được thành lập vào năm 1992, là giải đấu đầu tiên đại diện cho toàn bộ xứ Wales.
Trước năm 2002, giải đấu được gọi là League of Wales (LoW), nhưng đã đổi tên như một phần của thỏa thuận tài trợ thành Giải Ngoại hạng Wales. Giải đấu được đổi tên thành Cymru Premier từ mùa giải 2019–20. Mặc dù được thành lập tương đối gần đây, giải đấu bao gồm một số câu lạc bộ lâu đời nhất trong làng bóng đá thế giới. Mười một thành viên hiện tại hoặc trước đây của giải đấu được thành lập vào những năm 1870 hoặc 1880, với nhiều câu lạc bộ khác được thành lập trước cuối thế kỷ 19. Phần lớn các câu lạc bộ của giải vẫn do cộng đồng địa phương hoặc người dân trong khu vực sở hữu và điều hành.
Giải đấu hoạt động theo hệ thống thăng hạng và xuống hạng với Hạng 2 của hệ thống giải bóng đá xứ Wales, giải Cymru Bắc và Cymru Nam. Giải Cymru Premier hiện có 12 đội tham gia, mỗi đội sẽ thi đấu với nhau trên sân nhà và sân khách trong giai đoạn đầu tiên. Vào cuối giai đoạn này, giải đấu được chia thành hai hạng đấu, với 6 đội đứng đầu sẽ vào Nhóm Vô địch và 6 đội đứng cuối sẽ vào Nhóm Play-off. Mỗi đội sẽ thi đấu với nhau thêm hai lần nữa, trên sân nhà và sân khách, với đội vô địch được quyết định bởi đội có nhiều điểm nhất ở Nhóm Vô địch và hai đội có điểm thấp nhất ở Nhóm Play-off sẽ xuống hạng. Mùa giải thường diễn ra từ tháng 8 đến tháng 5, với tổng cộng mỗi đội sẽ chơi 32 trận. Giải đấu dự kiến sẽ mở rộng lên 16 đội vào năm 2026-27 và có thể thức thay đổi.
Cymru Premier hiện đang xếp hạng 49 trong hệ số UEFA dựa trên thành tích của các đội tại các giải đấu châu Âu trong 5 năm qua, mang lại cho 4 đội cơ hội tham dự vòng loại bóng đá châu Âu.
Nhà vô địch hiện tại là TNS, đội đã vô địch giải đấu lần thứ 17 trong mùa giải 2024–25. Bảy đội đã vô địch giải đấu kể từ khi thành lập: TNS (17), Barry Town (7), Bangor City (3), Connah's Quay Nomads (2), Rhyl (2), Llanelli (1) và Cwmbran Town (1). Tính đến mùa giải 2024–25, đã có 42 câu lạc bộ tham gia giải đấu hàng đầu xứ Wales.

## Hình thành
Giải đấu được thành lập vào tháng 10 năm 1991 bởi Alun Evans, Tổng thư ký Liên đoàn bóng đá xứ Wales (FAW), vì ông tin rằng đội bóng đá quốc tế xứ Wales đang bị FIFA đe dọa. FAW, cùng với các hiệp hội của ba quốc gia khác (Hiệp hội bóng đá, Hiệp hội bóng đá Ailen và Hiệp hội bóng đá Scotland), đã có một vị trí thường trực trong Hội đồng Hiệp hội bóng đá quốc tế (IFAB) và người ta cho rằng nhiều thành viên FIFA đã phẫn nộ với điều này và bức xúc để bốn công đoàn hợp nhất thành một đại diện kết hợp cho toàn bộ Vương quốc Anh.
Giải đấu mới được thành lập cho mùa 1992-93, và chính thức ra mắt vào ngày 15 tháng 8 năm 1992. Vào thời điểm đó, mặc dù FAW là thành viên của FIFA và UEFA, trước đây họ chưa tổ chức một giải đấu quốc gia, chỉ có Cup xứ Wales. Theo truyền thống, các đội mạnh nhất ở xứ Wales luôn chơi ở các giải đấu của Anh. Bologare Athletic, Cardiff City, Merthyr Town, Newport County, Swansea City và Wrexham đều là thành viên của Football League, trong khi nhiều câu lạc bộ khác ở xứ Wales đã thi đấu ở Giải Ngoại hạng phía Bắc và Giải bóng đá miền Nam.
Do lịch sử giao thông khó khăn giữa phía nam và phía bắc ở Wales (mặc dù các liên kết này đã được cải thiện trong những năm sau Thế chiến II), nên các câu lạc bộ xứ Wales thường dễ dàng di chuyển về phía đông, vì vậy các câu lạc bộ xứ Wales có xu hướng nhìn về phía đông tới Anh để cạnh tranh và nhiều đội bóng bán chuyên nghiệp hàng đầu ở xứ Wales chơi trong hệ thống giải bóng đá Anh; Bangor City là thành viên sáng lập của Liên minh Premier League (nay là Liên đoàn Quốc gia) năm 1979 và lọt vào trận chung kết Cúp FA năm 1984, trước khi chuyển sang Liên đoàn xứ Wales mới vào năm 1992.
Sự hình thành của Liên đoàn xứ Wales chứng kiến sự khởi đầu của một cuộc tranh chấp gay gắt giữa Liên đoàn bóng đá xứ Wales (FAW) và những câu lạc bộ không thuộc Liên đoàn muốn trở thành một phần của kim tự tháp bóng đá Anh. 'Irate Eight', như được đặt tên, bao gồm Bangor City, Barry Town, Caernarfon Town, Colwyn Bay, Merthyr Tydfil, Newport, Newtown và Rhyl. Vào thời điểm đó, Cardiff City, Swansea City và Wrexham đang chơi ở The Football League và FAW quyết định cho phép các đội đó tiếp tục chơi trong hệ thống tiếng Anh, mặc dù họ tiếp tục thi đấu ở Cup Wales thêm vài mùa nữa. Thành công của những câu lạc bộ này ở Cúp xứ Wales có nghĩa là họ thường xuyên thi đấu ở Cúp vô địch châu Âu mặc dù thực tế là Wrexham chưa bao giờ chơi trên Giải hạng hai và Swansea chỉ trải qua hai mùa giải hạng nhất vào đầu những năm 1980, trong khi Cardiff là thành viên bán thường xuyên của giải hạng nhất từ những năm 1920 đến 1962.
Trước mùa giải khai mạc, Bangor City, Newtown và Rhyl miễn cưỡng đồng ý chơi ở League of Wales. Tuy nhiên, vì đơn xin tham gia giải đấu của Rhyl đã muộn, nên chúng được đặt ở cấp độ thứ hai của hệ thống kim tự tháp. Vì lệnh trừng phạt của FAW, năm câu lạc bộ còn lại đã buộc phải chơi trận đấu trên sân nhà của họ ở Anh. Sau một mùa lưu vong tại Worcester City, năm đội trở thành bốn, khi Barry Town gia nhập kim tự tháp xứ Wales đúng lúc cho mùa giải 1993-94.